# Trest smrti v Burundi
Trest smrti v Burundi byl oficiálně zrušen dne 24. dubna 2009. Od té doby však výrazně narostl počet mimosoudních poprav, které vykonávají nelegální ozbrojené skupiny. Navíc 18. února 2016 tehdejší ministr obrany Emmanuel Ntahomvukiye prohlásil, že by měl být v Burundi trest smrti znovu zaveden, avšak se tak oficiálně do roku 2024 nestalo. Burundi také nikdy nepodepsalo Druhý opční protokol Mezinárodního paktu o občanských a politických právech. Poslední oficiální poprava byla v zemi vykonána v roce 1997.